# 石井達也
石井 達也（いしい たつや、1982年（昭和57年）8月20日 - ）は、日本のキックボクサー。東京都出身。身長173cm、体重66kg。藤本ジム所属。第6代新日本キックボクシング協会ライト級王者。

## 経歴
2002年（平成14年）6月20日、MA日本キックボクシング連盟にてプロデビュー。
2011年（平成23年）9月4日、日本ライト級王者。
2014年（平成26年）4月、日本ライト級王者返上。

## 獲得タイトル
新日本キックボクシング協会ライト級王者